# Vitis jinggangensis
Vitis jinggangensis — вид рослин з роду Виноград (Vitis). Ендемік для Китаю (провінції: Хунань, Цзянсі). Зростає у чагарниках й на схилах пагорбів, на висоті близько 1000 метрів над рівнем моря.

## Опис
Гілки з поздовжніми гребенями, густо опушені. Вусики нерозгалужені. Листя просте, прилистки опадають. Черешок рідко опушений, від 3 до 4 см завдовжки. Листкова пластинка овальна, зазвичай 3-лопатева, від 7 до 9 см завдовжки та від 6 до 7 см завширшки. Квітконіжка гола, розміром від 2 до 2,5 мм. Бруньки оберненояйцеподібні, верхівка закруглена, розміром від 1,8 до 2 мм. Чашечка приблизно 1,5 мм, майже цільна. Цвіте в квітні.